# Punk à chien
 (septembre 2023).
La mise en forme du texte ne suit pas les recommandations de Wikipédia : il faut le « wikifier ».
Les points d'amélioration suivants sont les cas les plus fréquents :
- Les titres sont pré-formatés par le logiciel. Ils ne sont ni en capitales, ni en gras.
- Le texte ne doit pas être écrit en capitales (les noms de famille non plus), ni en gras, ni en italique, ni en « petit »…
- Le gras n'est utilisé que pour surligner le titre de l'article dans l'introduction, une seule fois.
- L'italique est rarement utilisé : mots en langue étrangère, titres d'œuvres, noms de bateaux, etc.
- Les citations ne sont pas en italique mais en corps de texte normal. Elles sont entourées par des guillemets français : « et ».
- Les listes à puces sont à éviter, des paragraphes rédigés étant largement préférés. Les tableaux sont à réserver à la présentation de données structurées (résultats, etc.).
- Les appels de note de bas de page (petits chiffres en exposant, introduits par l'outil «  Source ») sont à placer entre la fin de phrase et le point final[comme ça].
- Les liens internes (vers d'autres articles de Wikipédia) sont à choisir avec parcimonie. Créez des liens vers des articles approfondissant le sujet. Les termes génériques sans rapport avec le sujet sont à éviter, ainsi que les répétitions de liens vers un même terme.
- Les liens externes sont à placer uniquement dans une section « Liens externes », à la fin de l'article. Ces liens sont à choisir avec parcimonie suivant les règles définies. Si un lien sert de source à l'article, son insertion dans le texte est à faire par les notes de bas de page.
- La présentation des références doit suivre les conventions bibliographiques. Il est recommandé d'utiliser les modèles {{Ouvrage}}, {{Chapitre}}, {{Article}}, {{Lien web}} et/ou {{Bibliographie}}. Le mode d'édition visuel peut mettre en forme automatiquement les références.
- Insérer une infobox (cadre d'informations à droite) n'est pas obligatoire pour parachever la mise en page.

Pour une aide détaillée, merci de consulter Aide:Wikification.
Si vous pensez que ces points ont été résolus, vous pouvez retirer ce bandeau et améliorer la mise en forme d'un autre article.

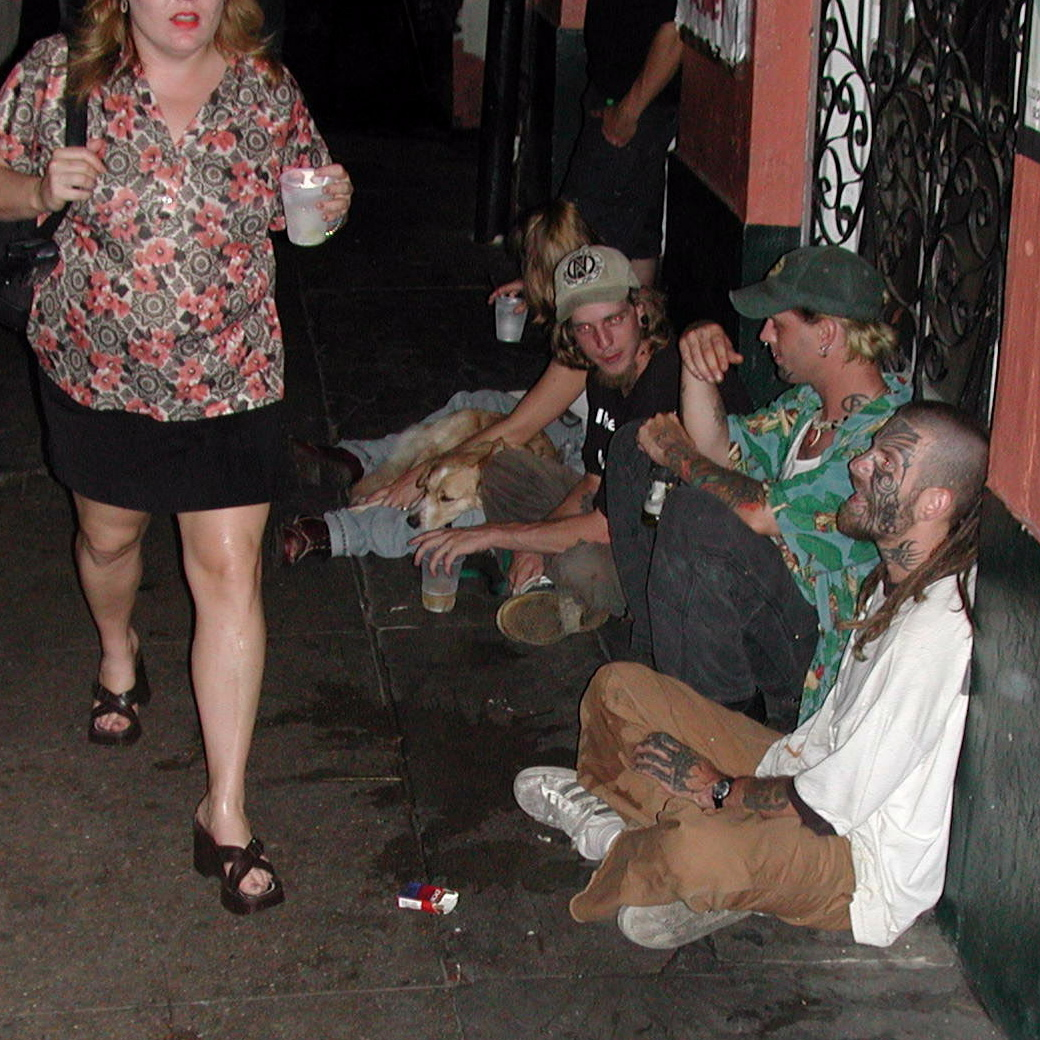
Punks à chien à La Nouvelle-Orléans (États-Unis) en 2002.

Un « punk à chien » ou « zonard » est un type de marginal errant, apparu dans les années 1980 et généralement accompagné de chiens, nommé en référence au mouvement punk des années 1970-1980.

## Sociologie
D'après une étude de 2007 menée à Brest (France) par Christophe Blanchard, bien que leur nombre soit généralement difficile à établir, un recensement de cette population dénombre 90 propriétaires et 119 chiens dans cette agglomération, dont 80 % n'ont pas de logement fixe, vivant soit dans la rue, soit dans des squats, soit en hébergement temporaire.
Cette même étude explique que « Dans la réalité déstructurante et parfois destructrice qui est la leur (alcool, drogue, violence), l’animal constitue [...] l’une des dernières barrières socialisantes, une présence refuge et sécurisante qui permet à son propriétaire de rester à flot ». Aurélie Champagne (Rue89), reprenant une étude de l'Observatoire français des drogues et des toxicomanies, relève ainsi la fréquence d'une drogue en particulier, le Skenan (puissant analgésique à base de sulfate de morphine à libération prolongée).
Christophe Blanchard constate par ailleurs que les villes sont dépassées par le problème. Ainsi à Rennes, en raison des nombreuses plaintes d'habitants effrayés par les chiens, la municipalité recourt régulièrement au placement en fourrière des chiens. Cette pratique remonte à 2004, mais est particulièrement visible durant l'été 2012, suscitant des pétitions de personnes choquées par le procédé, d'autres cotisant pour aider les punks à récupérer leurs chiens.
La sociologue Tristana Pimor, qui a étudié une communauté du sud de la France, explique qu'ils réfutent le terme de « punks à chien », lui préférant le terme « zonards ». Selon elle, leur organisation est plus codifiée qu'elle en a l'air, leur mode de vie étant en partie choisi. Pour ceux qui vivent en squat, les plus engagés, ils sont majoritairement issus de milieux populaires, ont vécu des situations sociales stigmatisantes, excluantes qui ont généré un sentiment d'injustice. La carrière « idéal-type » zonards se compose de quatre étapes (que tous n'atteignent évidemment pas) : la prise de contact (free party / rencontre avec un groupe de zonards), la fréquentation d'un squat (intégration d'un groupe de zonards squatters, augmentation des prises de drogues), l'installation dans un squat et  la sortie (retour à une vie conforme aux normes de notre société, vie en camion, clochardisation...). 

## Événements
Pendant la période de Noël 2018, à Barcelone, un policier de la Guàrdia Urbana abat la chienne d'un « routard » estonien de 27 ans à l'allure de « punk à chien », ce qui entraîne des protestations et un rassemblement réunissant 3 500 personnes ; la mairie ouvre une enquête.

## Punks à chien dans les arts

### Au cinéma
- Le Grand Soir (2012) est un film dans lequel l'un des deux héros, joué par Benoît Poelvoorde, est un punk à chien. D'après Benoît Delépine, le film est à la gloire de ceux-ci[8].
- Punk à chien (2015), court-métrage de Rémi Mazet[9], raconte l'histoire d'un punk à chien de 18 ans et de sa chienne.

### En musique
Punk à chien est le titre d'une chanson des artistes suivants :
- Fatals Picards, relatant la quête d'un animal compagnon idéal pour un punk venant de perdre son chien ; leur chanson a d’ailleurs été utilisée pour la campagne publicitaire pour la compagnie aérienne Air France[réf. nécessaire].
- Kacem Wapalek, qui conteste leur comportement et leur idéologie ;
- Oldelaf et Monsieur D.

Ils sont également évoqués dans une chanson des Wampas Christine.

### En littérature
- Dans la bande dessinée Pascal Brutal, le héros est le fils d'un punk à chien.

### Ouvrages
- Tristana Pimor, Zonards. Une famille de rue, PUF, 2014.